# Edward Arnold

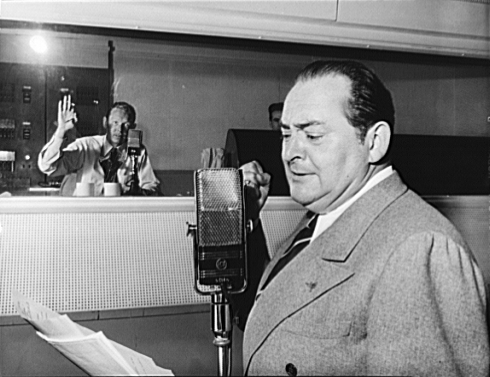
Edward Arnold under en radioinspelning från 1942.

Edward Arnold, född 18 februari 1890 i New York, död 26 april 1956 i Encino, Kalifornien, var en amerikansk skådespelare.
Arnold började tidigt i branschen, han medverkade i pjäsproduktioner redan 1907,som 12-åring (hans roll var Lorenzo i Köpmannen i Venedig). Hans första filmframträdande var 1915 men han lämnade snart filmvärlden och återgick till teatern. 1932 började han återigen framträda i filmer och han blev ett välkänt namn efter sin roll i Diamond Jim (1935).
Arnold medverkade i mer än 150 filmer.
Han var ordförande för fackföreningen Screen Actors Guild 1940–1942. Han hade ett starkt motstånd mot de kommunister som sades infiltrerat Hollywood, samtidigt som han försökte skydda sina skådespelare från att undersökas av HUAC.
Frank Capra betraktade Arnold som en av sina riktiga favoritskådespelare och skådespelaren medverkade i ett antal av regissörens mest berömda filmer, bland andra Komedin om oss människor och Mr Smith i Washington.
Arnold har en stjärna på Hollywood Walk of Fame vid adressen 6225 Hollywood Blvd.

## Filmografi i urval
- 1932 – Hans hustrus brott
- 1936 – Meet Nero Wolfe
- 1935 – Diamond Jim
- 1937 – De fyra äventyrarna
- 1937 – Pappa har en väninna
- 1938 – Komedin om oss människor
- 1939 – Mr Smith i Washington
- 1939 – Dårskapens marknad
- 1940 – Nattens vargar
- 1941 – Inled oss icke i frestelse
- 1941 – Sanningen - och inget annat!
- 1941 – Vi behöver varann
- 1941 – Johnny Eager
- 1944 – Mrs. Parkington
- 1944 – Direktörn söker nattlogi
- 1945 – Människor på hotell
- 1946 – Ziegfeld Follies
- 1947 – Tvålfagra löften
- 1950 – Annie Get Your Gun
- 1952 – Härliga tider
- 1954 – Hur tokigt som helst